# 伊凡六世
伊凡六世（羅馬化：Ivan VI Antonovich；1740年8月23日—1764年7月16日），俄罗斯帝国皇帝，布伦瑞克的安東尼·烏爾里希與伊凡五世外孫女的安娜·利奧波多芙娜之長子。

## 生平

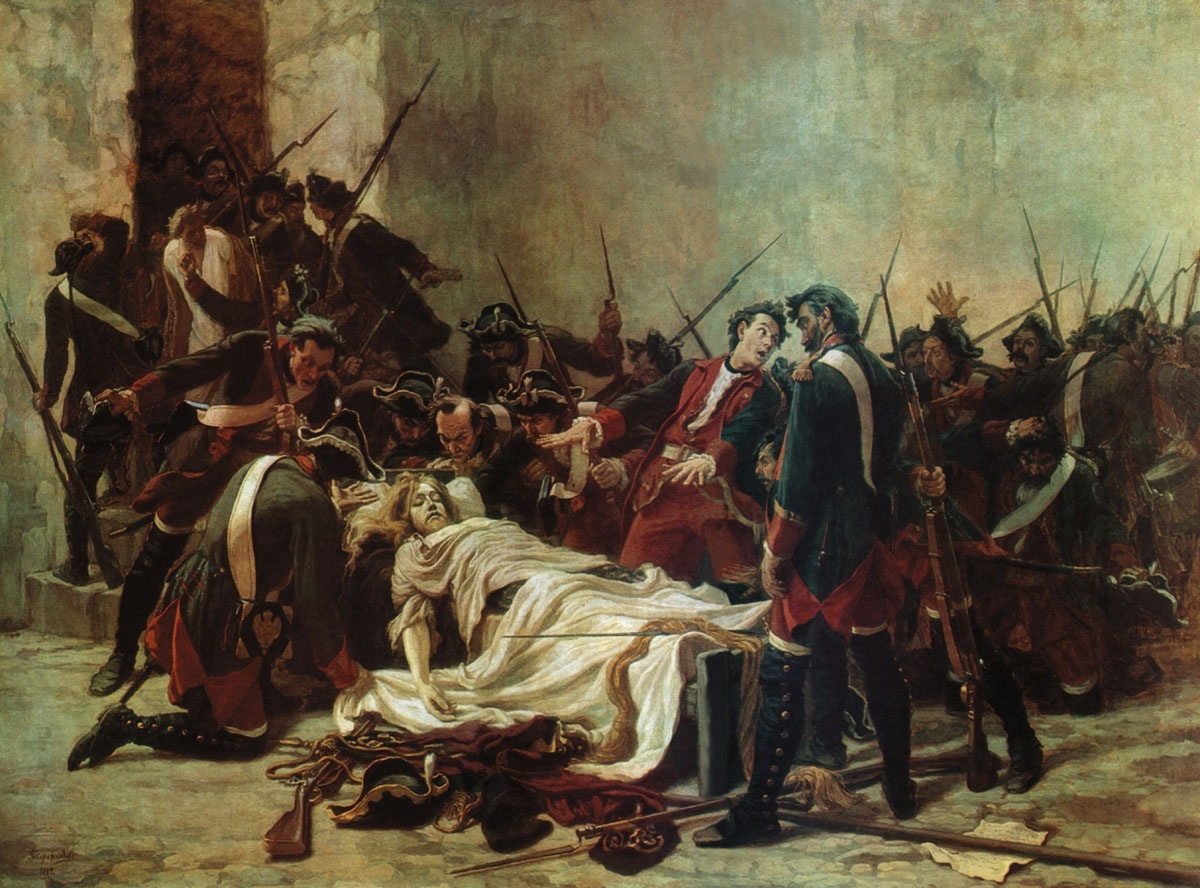
伊万·伊万诺维奇·特沃罗日尼科夫《伊凡六世尸体前的米罗维奇》（1884年）

1740年，女皇安娜·伊萬諾夫娜逝世，臨終時將帝位傳給她的甥外孙伊凡六世，以確保帝位由伊凡五世的子嗣繼承，並由她的緋聞情人恩斯特·約翰·馮·比隆攝政。三星期後，其父母推翻比隆，父親安東·烏爾里希成為攝政王。1741年，遭彼得大帝之女伊丽莎白·彼得罗芙娜发动政变推翻，全家被囚。其中，伊凡六世被单独囚禁在什利謝利堡，禁止任何人同他交谈，导致其智力一直停留在幼儿水準。1764年，伊凡六世於一次未成功的营救活动中被杀。时年25岁的营救者瓦西里·米罗维奇少尉的祖父费奥多尔·米罗维奇曾在大北方戰爭时期支持亲瑞典的乌克兰哥萨克盖特曼伊万·马泽帕，瑞典战败后逃亡波兰，父亲雅科夫·米罗维奇因叛国罪名被流放西伯利亚的托博尔斯克，并在那里生下了瓦西里，叶卡捷琳娜二世登基后拒绝发还米罗维奇一家被没收家产，使后者对她怀恨在心。米罗维奇认为叶卡捷琳娜二世的皇位是篡夺而来，在得知自己看管的“一号囚徒”是伊凡六世后，决定将他解救出来，扶上皇位，推翻女皇的统治。有观点认为，米罗维奇是在叶卡捷琳娜二世的怂恿下采取的行动，因为后者想要彻底摆脱伊凡六世这个麻烦。叶卡捷琳娜二世曾给看守伊凡六世的守卫们留下密诏，一旦有人试图释放伊凡六世，哪怕此人拿出女皇的谕旨，也須立刻杀死伊凡六世。米罗维奇以叛国罪被押赴圣彼得堡，车裂示众。。

## 身后
伊丽莎白女皇消除了伊凡六世的一切痕迹，下令限期兑换所有伊凡六世时期发行的钱币，销毁所有伊凡六世的肖像和他在位时期的政府文件。直到1913年，纪念罗曼诺夫王朝三百年的莫斯科亞歷山大公園方尖碑和法貝熱彩蛋上仍然没有伊凡六世。
对于伊凡六世的埋葬地，史学界一直有两种观点，一种观点认为是在位于今列宁格勒州季赫溫市的圣母升天修道院，一种观点认为是在其被关押的什利謝利堡。2010年9月，俄罗斯一支考古队伍在阿尔汉格尔斯克州霍爾莫戈雷村的一处被毁于苏联时期的教堂附近发现了确信是伊凡六世的坟墓。尸检结果表明，死者的身高和年龄与伊凡六世相符，致命伤所在位置也与史书记载一致，特别是颅骨上有一处六个月大时被一把意大利三棱匕首留下的伤痕，与当时宫廷御医的记载有相符之处。但这支考古队的负责人阿纳托利·卡拉宁是一名商人，而不是考古学家，发掘的方式也不科学。圣彼得堡市议员、考古学家阿列克谢·科瓦廖夫就此向阿尔汉格尔斯克州检察院提出质询，但检察院表示，发掘过程中未发现违法行为，俄罗斯正教会阿尔汉格尔斯克教区的一位神父及时采取了措施，避免了伊凡六世的疑似埋葬地被毁，因为那里正准备拆除一座水塔。
伊凡六世的遗体被找到后，俄罗斯正教会大司祭弗谢沃洛德·卓别林表示，伊凡六世应该受到教会的尊崇。修士司祭尼康·别拉韦涅茨认为，应当启动对伊凡六世封圣的程序。

## 艺术形象
- 伏爾泰讽刺小说（1759年）中出现了伊凡六世的形象：主角在参加威尼斯嘉年華會时遇到了一位戴面具的男子，此人自我介绍道：“我叫伊凡，曾经是俄罗斯的皇帝。我在襁褓中被推翻，我的父母被囚禁，我在监狱中被养大，但有时候可以在监视下出来旅行。”
- 费奥多尔·陀思妥耶夫斯基曾经构思过关于伊凡六世的叙事诗《皇帝》但是并未完成[7]。
- 格里戈里·丹尼列夫斯基小说《米罗维奇》（1890年，原定名《沙皇囚徒》）是最早详细介绍伊凡六世囚徒生活的作品。
- 2014年俄罗斯电视剧《叶卡捷琳娜》第一季中出现了幼年（4岁左右，与伊丽莎白女皇和外甥彼得大公，即后来的彼得三世见面）和成年（22岁左右，与刚刚登基的叶卡捷琳娜二世见面）的伊凡六世，但该剧关于他的生平和关押地点有错误。

## 类似人物
- 孺子婴，幼年被立为傀儡皇太子，被推翻后幽禁终生的西汉末代皇帝。
- 朱文圭，襁褓中被亲叔父所擒，幽禁五十余年的明朝皇子。